# Garde côtière libyenne
La garde côtière libyenne est la force maritime chargée du contrôle des côtes en Libye.
Les informations la concernant sont relativement rares et difficile. Elle serait pour partie attachée à la marine libyenne et pour partie au ministère de l'Intérieur libyen.
Depuis les années 2010, elle agit comme une force supplétive de l'Union européenne (UE) dans le contrôle des flux migratoires en mer Méditerranée. Elle a, pour ce faire, reçu plusieurs millions d'euros de financements et d'équipements de la part de l’UE dans cet objectif.
Plusieurs ONG dont SOS Méditerranée accusent cependant la garde côtière libyenne de violations répétées au droit maritime et humanitaire, de liens avec les milices actives durant la guerre civile libyenne, et d'être impliquées affaires de traite des êtres humains et de torture, notamment dans les centres de détention de migrants en Libye.

## Historique

### Création
La création de la garde côtière libyenne remonte à 1970, lorsque les services auparavant distincts des douanes et de la police portuaire ont été fusionnés sous un commandement unique au sein de la marine libyenne, dépendant du ministère de la Défense.
Les informations concernant son organisation ultérieure sont cependant rares et parcellaires. Actuellement, les garde-côtes libyens désigneraient deux unités distinctes placées pour une part sous la responsabilité du ministère de la Défense libyen ; d'autre part sous celle du ministère de l'Intérieur.
Entre 2006 et 2008, la flotte de la garde côtière a été renouvelée et équipée de patrouilleurs furtifs PV30-LS, capables d’atteindre une vitesse de croisière de 30 nœuds (56 km/h), conçus et fabriqués par l’entreprise croate Adria-Mar,.

### Rôle durant la crise migratoire européenne
Depuis les années 2000, les États membres de l’Union européenne (UE), notamment l’Italie, renforcent leur coopération avec la Libye pour lutter contre l'immigration illégale,.
À la suite de la signature d'accords entre l'Italie et la Libye en 2008, les marines italiennes et libyennes commencent à patrouiller conjointement en Méditerranée pour intercepter les embarcations de migrants en route vers les côtes italiennes.
Entre 2014 et 2019, dans le contexte de la crise migratoire en Europe, la garde côtière libyenne reçoit plus de 91 millions d'euros du Fonds fiduciaire d'urgence de l'UE pour l'Afrique pour des formations et de l'équipement.
Le 2 février 2017, la Libye et l'Italie signent un accord bilatéral sur les migrations soutenu par l'Union européenne, qui se traduit par un renforcement des capacités des garde-côtes libyens pour intercepter les embarcations de migrants en mer,,. La conclusion de cet accord correspond, selon plusieurs ONG, à une volonté croissante de l'UE à partir de fin 2016 d'externaliser la gestion des flux migratoires aux acteurs libyens,.
En mai 2018, l'Italie transfère la responsabilité des missions de sauvetage en mer aux garde-côtes libyens, afin de limiter l'arrivée des migrants sur le sol européen.
En juillet 2021, la garde côtière libyenne est critiquée pour avoir poursuivi et tiré sur un bateau de migrants. Plus tard ce même mois, un ancien haut responsable de la police libyenne a accusé la garde côtière de vol et de participation à des activités de trafic d’êtres humains.
En janvier 2022, l'UE reconnaît dans un rapport confidentiel un « usage excessif de la force » par les garde-côtes libyens, sans renoncer à soutenir ces derniers.
En novembre 2022, le journal français Le Monde affirme que les garde-côtes libyens utilisent des appareils de surveillance de Frontex pour intercepter illégalement des migrants en mer.
Le 22 juin 2023, l'Union européenne livre deux anciens patrouilleurs de la Garde des finances italienne à la garde côtière libyenne au terme d'une cérémonie dans la ville de Messine. Le mois suivant, des garde-côtes libyens naviguant sur l'un de ces deux navires, tirent à plusieurs reprises sur des militants de l'ONG SOS Méditerranée alors que ceux-ci portent secours à 11 migrants en détresse dans les eaux internationales.